# Pettyes víziteknős
A pettyes víziteknős (Clemmys guttata) a teknősök (Testitudines) rendjébe, a mocsáriteknős-félék (Emydidae) családjába tartozó Clemmys nem egyetlen faja.

## Előfordulása
Az Amerikai Egyesült Államok és Kanada területén honos. A sekély mocsarakat és kisebb tavakat kedveli, de megtalálható mocsarasabb réteken is.

## Megjelenése
Testhossza 9-12 centiméter. A páncélja fekete és sárga pettyek díszítik.
|  |

## Életmódja
Főként húsevő.